# گروه بیمه زوریخ

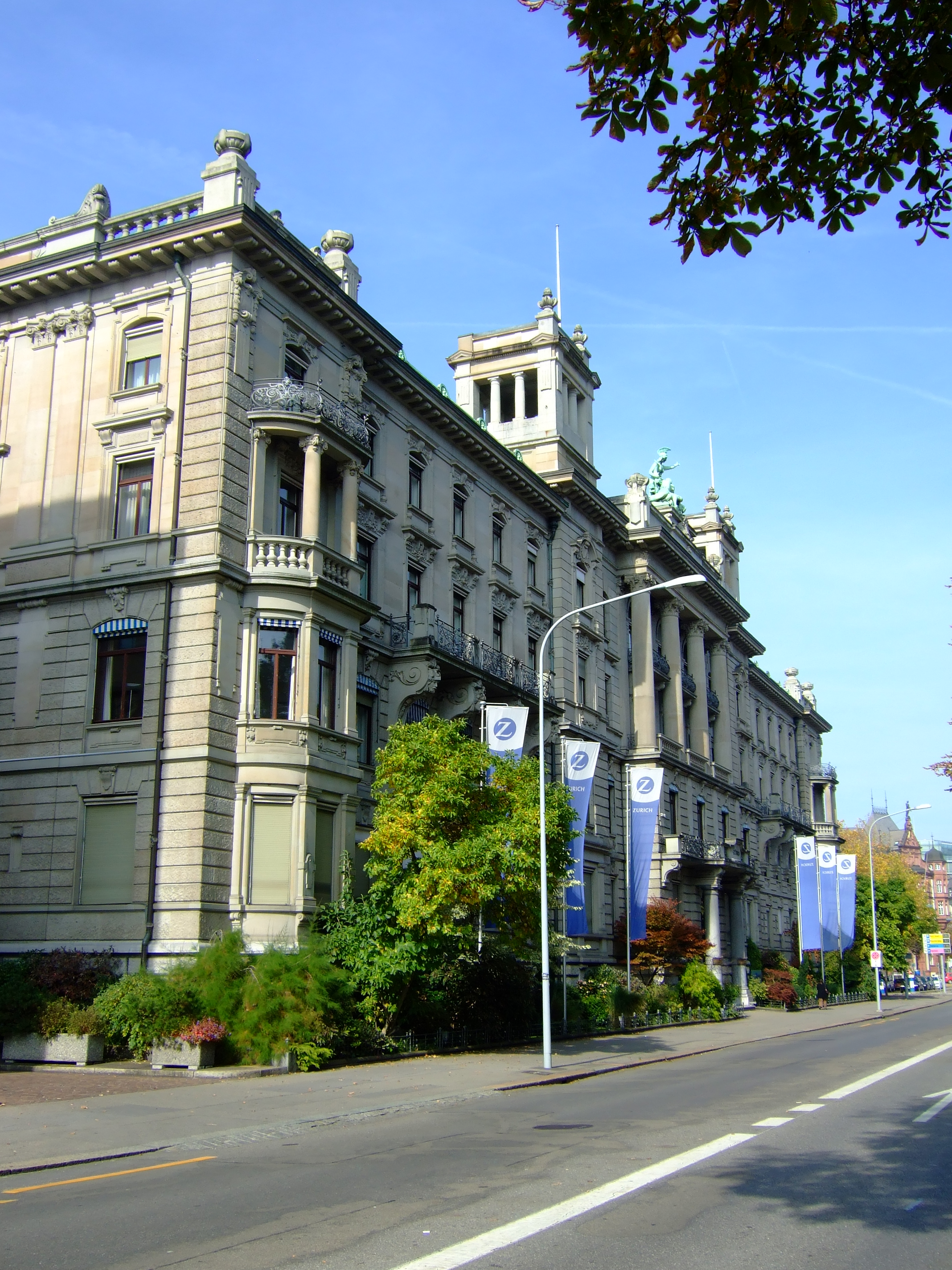
ساختمان مرکزی گروه بیمه زوریخ، در شهر زوریخ

گروه بیمه زوریخ (به انگلیسی: Zurich Insurance Group) بزرگترین شرکت بیمه سوئیسی است، که در سال ۲۰۱۸ در فهرست فوربز جهانی ۲۰۰۰ در رتبه ۷۹ از بزرگترین شرکت‌های جهان قرار داشت.
شرکت بیمه زوریخ در سال ۱۸۷۲ تأسیس شد و هم‌اکنون خدمات خود را در ۱۷۰ کشور جهان عرضه می‌نمایند. دفتر مرکزی این شرکت در شهر زوریخ، سوئیس قرار دارد و بخشی از سهام آن در بازارهای بورس لندن و بورس سیکس سوئیس معامله می‌شود.